# Celle di Bulgheria

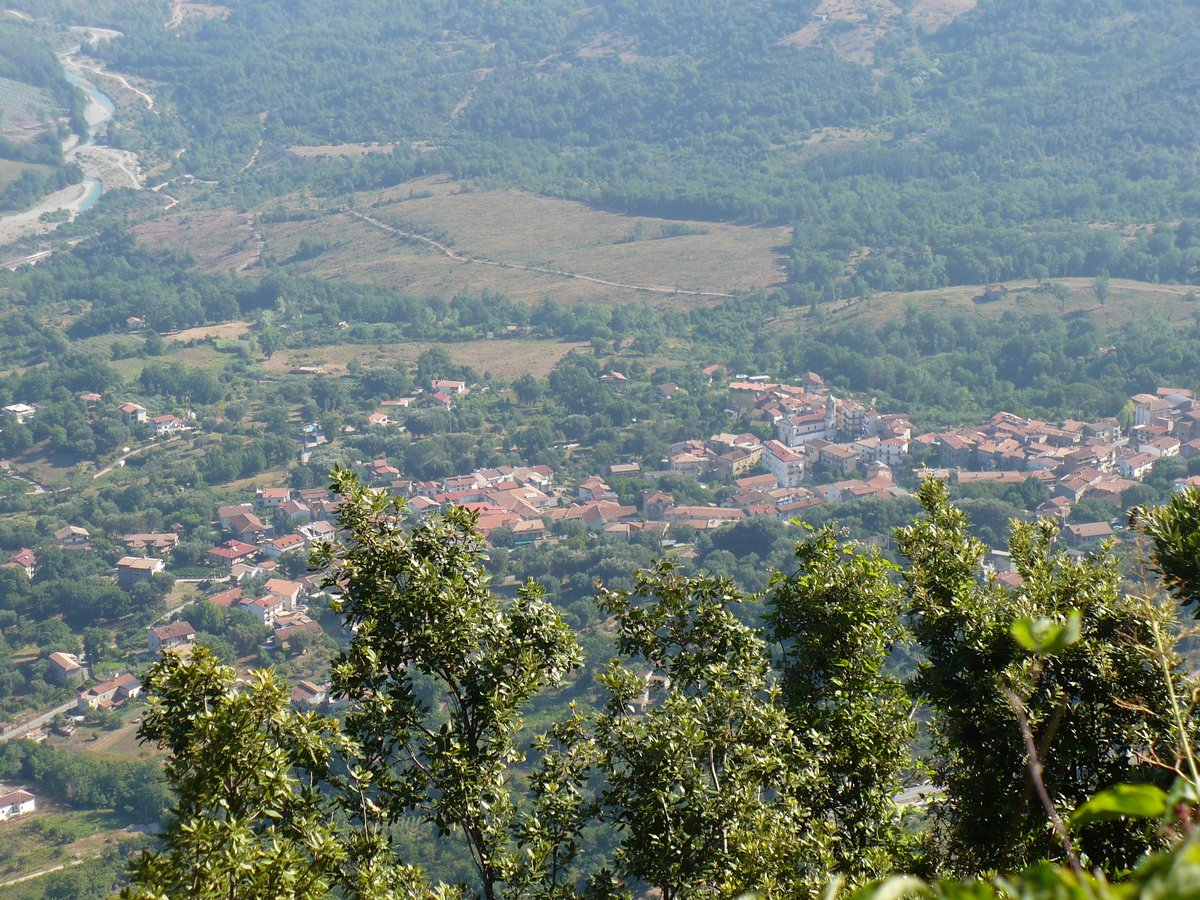
Celle di Bulgheria

Celle di Bulgheria (kurz Celle Bulgheria) ist eine süditalienische Gemeinde (comune) mit 1708 Einwohnern (Stand: 31. Dezember 2023) in der Provinz Salerno in der Region Kampanien. Sie ist Teil der Comunità Montana Zona del Lambro e del Mingardo. Schutzpatron des Ortes ist Maria Schnee. Der Ort ist nach den Bulgaren des Khans Alzek, eines Sohns von Kubrat, benannt, die sich im Frühmittelalter in der Region ansiedelten.

## Geografie
Celle di Bulgheria liegt südlich von Salerno und nahe Vallo della Lucania im Cilento innerhalb des Nationalparks Cilento und Vallo di Diano. Das Gemeindegebiet umfasst eine Fläche von 31,62 km². Der Ort liegt auf einer Höhe von 234 Metern über dem Meer. Die Nachbargemeinden sind Camerota, Centola, Laurito, Montano Antilia und Roccagloriosa. Zur Gemeinde zählt der Ortsteil (frazione) Poderia. Celle liegt am Fuße des 1.225 Meter hohen Monte Bulgheria.
Außerhalb des Ortes liegt der Bahnhof Celle Bulgheria-Roccagloriosa an der Eisenbahnstrecke Battipaglia-Reggio di Calabria.

## Partnergemeinden
- Preslav

## Persönlichkeiten
- Antonio Maria De Luca (1764–1828), Priester